# Летище „Домодедово – М. В. Ломоносов“
Летище „Домодедово – М. В. Ломоносов“ (на руски: Московский аэропорт Домодедово имени М. В. Ломоносова) е международно летище от федерално значение в Русия, разположено на 45 km на юг-югизток от столицата Москва в близост до град Домодедово. След конкурс за именуване през 2019 г. и издаден президентски указ, аерогарата се кръщава на руския учен Михаил Ломоносов. Летището е едно от четирите основни за Москва и Московска област и второ по пътникопоток след Шереметиево. Влиза в списъка на 20-те най-натоварени летища в Европа.

## Характеристика

### Дейност
Това е най-голямото летище в страната по отношение на годишен пътникопоток и по извършена товаро-разтоварна дейност. През 2010 г. летището е обслужило около 22,25 милиона пътника, което е 19,2% повече пътници спрямо 2009 г. То е сред 3-те големи летища, обслужващи Москва, наред с Шереметиево и Внуково. Оператор на летището е East Line Group, пистите се държат пряко от държавата.

### Писти
Летищният комплекс включва 2 отделни успоредни писти (ВПП1 и ВПП2), разположени на около 2 km една от друга. Това позволява на Домодедово едновременно да бъдат извършвани паралелни кацания и излитания. 2-те писти са сертифицирани от ICAO с категория IIIА. През 2003 г. започва преустройство на летищния комплекс, за да му позволи да обслужва широкофюзелажни самолети. След преустройството на писта ВПП1, която е разширена и подсилена, Домодедово става 1-вото летище в Русия, което може да обслужва пътническия самолет „Еърбъс А380“.

### Терминали
Летището разполага с 1 терминал, разделен на 2: за вътрешни полети (и няколко бивши съветски републики) и за международни полети. Има общо 22 изхода.
Към ноември 2011 г. е в напреднала фаза строителството на нов терминал в близост до стария. Очаква се да се увеличи общата площ на пътническия терминал до 225 000 m². Въвеждането в експлоатация ще се извърши на части през 2012 и 2013 г.

## История
Летище Домодедово започва да обслужва пътници на 24 март 1964 г. – почти 2 г., след като началникът на Главна дирекция „Гражданска въздухоплавателна флота“ със заповед №200 му дава настоящото име. На 20 май 1964 г. е открита сградата на летищния терминал, а около 18 мес. по-късно е открита 2-рата писта. Домодедово обслужва редовни граждански вътрешни и външни полети от 1966 г.

## Транспортни връзки

### Железопътен транспорт
Домодедово разполага с железопътна гара. Има железопътна линия от летището до Павелецката гара в Москва, която е основна гара край центъра на столицата. Железопътната връзка се осъществява чрез влакове „Аероекспрес“ (отнема 45 мин., струва за 2-ра класа 320 рубли, а за бизнес класа – 550 рубли) или чрез електрически мотрисни (отнема 1 ч. 10 мин., струва 99 рубли).

### Пътен транспорт
Има няколко паркинга за кратък и продължителен престой. Терминалът е достъпен от околовръстния път на Москва, като е свързан с нейното Каширско шосе чрез 14-лентова магистрала. В залата на пристигащите се разположени офиси на компании, предлагащи коли под наем или таксиметрови услуги.

## Галерия
- Бивш „Ту-114“ (2003), премахнат през 2006 г.
- Терминал Б (вътрешни полети)
- Строеж (2007), Терминал А (международни полети)
- Летищната гара с влак „Аероекспрес“